# رغداء هاشم
رغداء هاشم (1965- ) ممثلة سورية ولدت في دمشق.

## حياتها
بدأت مشوارها الفني بالصدفة عام 1998، عندما التقت بالفنان دريد لحام الذي عرض عليها التمثيل في مسلسل “عودة غوار”، وبعدها رشحها فريق هذا المسلسل للمخرج نبيل المالح الذي عرض عليها شخصية لطيفة في مسلسل “سري للغاية”، لتتوالى أعمالها بعد ذلك والتي من أبرزها “سر الكنز” عام 2001، ومسلسل “العقاب” عام 2010، ومسلسل “ذهاب وعودة” عام 2015، ومسلسل “غفوة القلوب” عام 2019.

## حياتها الخاصة
هي والدة الممثلة مرح زيتون وشجعتها على دخول الوسط الفني، صرحت سابقا بأنها لم تندم على أي شيء في حياتها سوى أنها لم تكمل دراستها في كلية الحقوق، فقد تركت مقاعد الدراسة وهي في السنة الثالثة بسبب الزواج ودخلت إلى عالم الفن.

## أعمالها
- سنة أولى زواج 2017
- سوق حرير 2020
- الخان عام 2016
- دنيا 2015 عام 2015
- علاقات خاصة عام 2015
- وجوه وراء الوجوه عام 2014
- رقص الافاعي عام 2014
- الشبيهة عام 2012
- رجال العز (رجالك يا شام) عام 2011
- الزعيم عام 2011
- يوميات مدير عام (ج2) عام 2011
- كشف الاقنعة عام 2011
- عابد كرمان عام 2011
- العقاب عام 2010
- أبو جانتي (ملك التاكسي) عام 2010
- البقعة السوداء عام 2010 ضيفة العمل
- أبو خليل القباني 2010
- الدوامة عام 2009
- باب الحارة 3 عام 2008 بدور الخطاب أم بهاجة
- هيك تجوزنا عام 2008
- القيمرية عام 2008
- عقاب 2 عام 2008
- ابن قزمان عام 2008 بدور نزهون
- خبر عاجلعام 2008
- شركاء يتقاسمون الخراب عام 2008
- أهل الراية عام 2008
- ظل امرأه عام 2007
- جرن الشاويش عام 2007 بدور ام رسمي
- زمن الخوف عام 2007
- القضية 6008 عام 2006
- أنا وأربع بنات عام 2005
- رجاها عام 2005
- نزار قباني عام 2005
- عصي الدمع عام 2005
- زمان الصمت عام 2003
- الزير سالم عام 2000 بدور زوجة رحمون
- عودة غوار- الأصدقاء عام 1999